# 인템포
인템포(스페인어: Intempo)는 스페인 베니도름에 위치한 마천루이며 높이 192m, 지상은 47층으로 되어있다. 당초에는 엘리베이터가 빠진 채 시공하였던 것으로 보인다.

## 같이 보기
- 스페인의 마천루 목록